# Petracola amazonensis
Petracola amazonensis — вид ящірок родини гімнофтальмових (Gymnophthalmidae). Ендемік Перу. Описаний у 2023 році.

## Поширення і екологія
Вид поширений у сухій долині на правому березі річки Мараньйон. Типова місцевість — кінна стежка з Упи до Урумарки, район Чилікін в провінції Чачапояс в регіоні Амазонас (6°0'9.19" пд.ш.; 77°49'21.08" з.д.; на висоті 3020 м над рівнем моря).

## Назва
Видовий епітет amazonensis є прикметником, що стосується типової місцевості в регіоні Амазонас на півночі Перу.